# كلدو

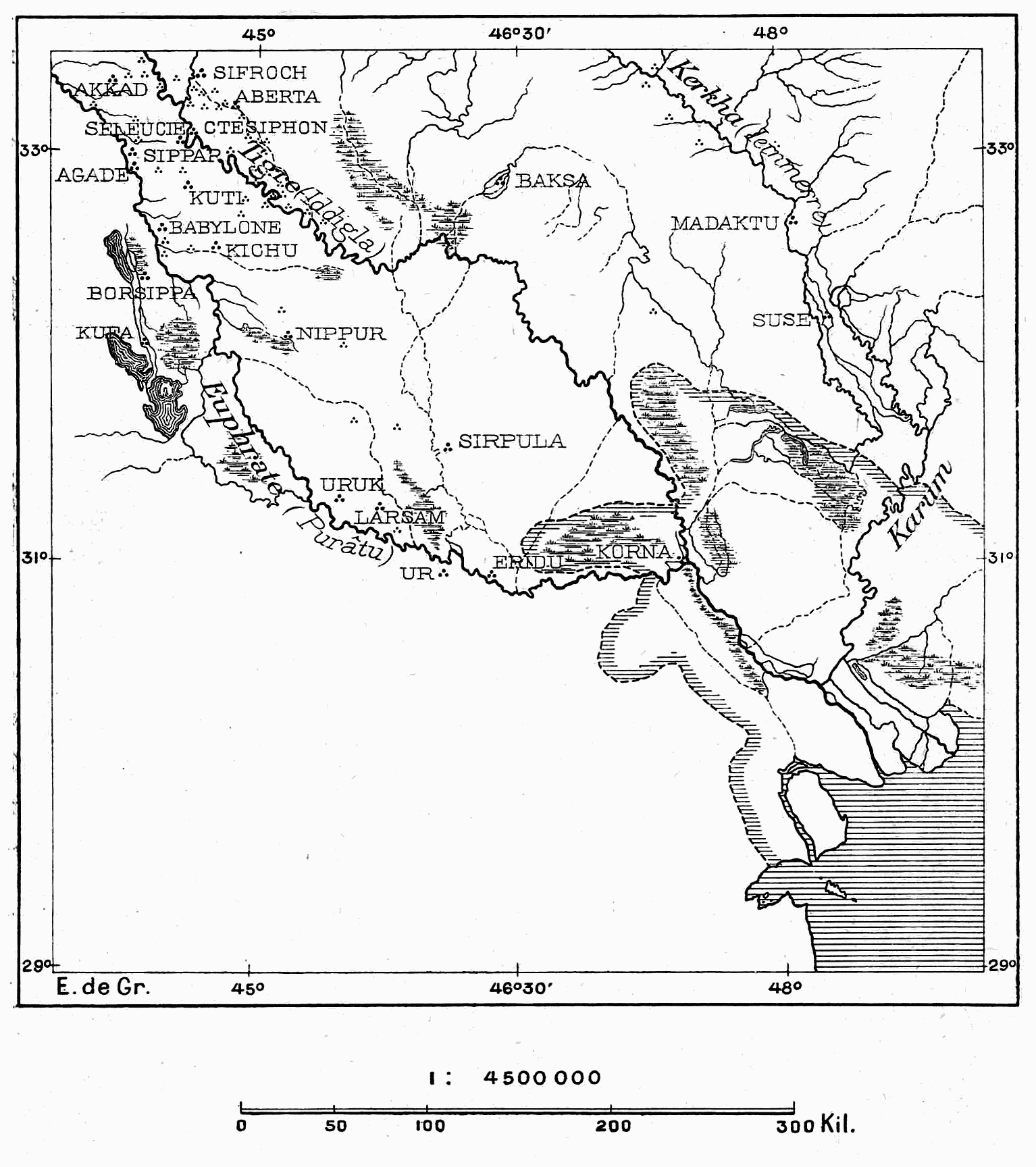
مدن الكلدانية القديمة

كلدو (كلديون) أو كِلْدَانِيِّون جماعة بشرية في العصور العتيقة من منطقة جنوب بلاد الرافدين، وتحمل نفس هذا الاسم تقريبًا (كلدوي) جماعة أخرى أورارتية اللغة عاشت على ضفاف بحيرة فان في شرق الأناضول، وذلك نسبة للرب الذي عبدوه (خلدي)، وكثيرًا ما خلطت الكتابات القديمة بين هاتين المجموعتين. مع أن تاريخ المجموعتين مختلف تمامًا.

## التسمية والمنشأ
يرد اسم الكلدو في المصادر القديمة كما يلي:
- الاكدية القديمة: كاشدو
- الاكدية الاشورية البابلية: كلدو
- عبرية التناخ: كسديم
- آرامية الدولة: كسدايا

في فترة الضعف للمملكة الأكّاديّة المسيطرة على بابل آنذاك في القرن الثاني عشر قبل الميلاد، بدأت اقوام متكلّمة باللّغات الساميّة الغربيّة بالوفود، على شكل هجرات متعدّدة، إلى بلاد ما بين النهرين من موطنهم في الغرب في بلاد الشام، ما بين القرنين الحادي عشر والتاسع عشر ق.م. وكانت هذه المجموعات متنوّعة ومؤلّفة من آراميّون وسوتانيّون وأيضا من اناس يدعو ب«الكلدو»، وهم الذين عرفوا بالكلدانيين. ولكن هذه الهجرات لم تؤثّر في الآشوريون الذين حاربوا هذه الأقوام.
في أصل الكلدان تتنوع الآراء وتختلف. أحمد سوسة يرجح أن موطن الكلدان الأصلي هو شواطئ الخليج العربي جنوب العراق، أما ديلابورت فيقول إنهم آراميون ويشاركه هذا الرأي فوزي رشيد، وكذلك أدون بفن الذي يذهب إلى أن الكلدان كانوا من الأجيال أرامية الأصل، وإن العلاقة القوية بين الآراميين والكلدانيين جعلت الباحثين يعدونهم قبيلة واحدة أو من منبع واحد.
ويرى البعض الآخر من الباحثين مثل فيليب دوغورتي بأن الكلدان هم أقوام خرجت من شبه الجزيرة العربية، وقد اندفعوا من هذه المنطقة ودخلوا العراق خلال الألف الأول قبل الميلاد متخذين طريق ساحل البحر العربي ثم الخليج العربي الذي أصبح مقترناً باسمهم، فسمي بـ (البحر الكلدي). وينقل الباحث جواد علي عن سترابو إن مدينة الجرها التي تقع في القطيف في ساحل الخليج العربي في السعودية هي موطن الكلدان الاصلي وكانت تتمتع بعلاقات جيدة مع بلاد بابل.
وقد استقرت هذه الجمعات في القرن الثامن ق.م، وتفاعلت مع الوسط الآرامي التي أقامت فيه آخذة بعادته وأسلوب حياته ولغته الآرامية، ومع بداية الدولة البابلية الحديثة عام 625 ق.م كانت عملية الاستيعاب الحضاري من الآراميين والبابليين للكلديين قد استقرت بحيث أصبحت إمكانية تمييز منشأ الأكديين غير ممكنة.

## تاريخ
توزع الكلدو على مجموعة من البيوتات (مجموعات/أحلاف) كان أكبرها «بيت داكوري» و«بيت اموكاني»، وشكلت مجموعة أخرى تجمعات صغيرة منها «بيت شاعلي» و«بيت شيلاني» و«بيت يقيني»، وأول ذكر للكلديين جاء في نصوص من عهد اشور- ناسير- ابلي نحو عام 883 ق.م.
وفي عهد توكولتي- ابلي- إشارا يظهر اسم «ملك بلاد البحر» من بيت يقيني الملك «مردوخ – ابلا- ادياني» الثاني من ضمن دافعي الجزية الآشور، كما هاجم «نبو- موكين- صري» من «بيت اموكاني» البابلية ونصب نفسه ملكا عليها، إلا أن تغلات بلاصر الثالث خلعه.
بين العامين 721 و710 ق.م استطاع «مردوخ – ابلا- ادياني» ان يعتلي عرش البابلية ضد ارادة «شروم- كين» الثاني (سرجون في التناخ)، كما شكل حلفا من الآراميين والعيلاميين ضد آشور، لكن «شروم- كين» الثاني انتصر عليه عام 710 ق.م في معركة «دير» وهرب «مردوخ – ابلا- ادياني» إلى عيلام، لكنه من كيش هذه المرة عاود في العام 702 ق.م ولمدة 9 شهور تحدي آشور ممثلة بالملك «سين- أههئ- إريبا» (سنحاريب في التناخ).
لاحقا وفي عهد الملك الكلدي نبوبولاسر تمكن الكلديين من السيطرة على البابلية حيث اعتلى عرشها نبوبولاسر عام 625 ق.م. ما افتتح عصر الدولة البابلية الحديثة

## الممالك الكلدانية
تأسست عدة ممالك كلدانية في جنوب ما بين النهرين في مطلع القرن الحادي عشر قبل الميلاد. وورد ذِكـرُها في حـوليات ملوك آشور:
- مملكة بيث اقين: كانت عاصمتُها دور-ياقين: (تل اللحم حالياً / بين الناصرية والبصرة) وتشمُل رُقعتُها الحَوضَ الأسفلَ مِن الفرات وشواطيءِ الخليج وجُزُره حتى الخليج العُماني، أشهر ملوكِها كان الملك (مردوخ بلادان 733 - 710 ق. م)، سيطر سنة 733 ق. م مدينة بابل الواقعة تحت الهيمنة الآشورية، ونودِيَ به ملكاً على الدولة البابلية، تَمَيَّزَ بالقوة والعزيمة فقام بتوحيد كافة الممالك والقبائل الكلدانية في مملكة مُتحدة واحدة، مؤكِّداً استقلالَ بابل السياسي وحَقَّها الشرعي في حُكم البلاد البابلية، ولكن الملك الآشوري (سركَون الثاني 722 - 705) انتصر عليه عام721 ق. م واستعاد بابل منه، كانت مملكة بيث - ياقين أكبر وأقوى الممالك الكلدانية، ومِن بين أبنائها ظهر أغلبُ ملوك الكلديين في عهد الامبراطورية البابلية الثانية 626 - 539 ق.م.
- ملكة بيث دَكّوري: كان موقعُها في حَوض الفرات إلى الجنوب مِن مملكة بابل، تمتدُّ مساحتُها مِن مدينة بورسيبا (برس نمرود حالياً / جنوب الحلة) من الشمال وحتى حدود مدينة أوروك (الوركاء) من الجنوب. تعرضت لحملة عسكرية من قبل الملك الآشوري أسرحدون، تم فيها سلبها وأسر ملكها شمش-ابني.
- مملكة كَمبولو: وعاصمتها (دور ابيهار وبدورها كانت ضحية الحملة العسكرية الأسرحدونية التي شنها أسرحدون عليها وعلى مملكة بيث دكوري.
- مملكة بيث شيلاني: عاصمتُها سر أنابا في سنة 732 ق. م قاد الملكُ الآشوري (تكلتبيلاصر الثالث 745 - 727 ق. م) حملةً عسكرية على عاصمتِها سر أنابا، قُتِلَ خلالها ملكُها وسُبيَ خمسةٌ وخمسون ألفاً من أبنائها الكلدان ورُحلوا إلى البلاد الآشورية.
- مملكة بيث أموكاني: عاصمتُها شيبيا الواقعة في حَوض دجلة الأسفل، كانت تحتضن بالإضافة إلى قبائل أموكاني قبائل الفوقودو (بقيذي) كان الملك (نابو موكِن زيري) مؤسس سلالة بابل العاشرة أحد أبنائها، تسنم عرش بابل عام 731 ق. م.
- مملكة بيث شعالي: عاصمتُها دور ايلاتا وقد شملَتها حملة تكلتبيلاصر الثالث العسكرية التي قادها عام 732 ق. م ضِدَّها وضِدَّ مملكة بيث - شيلاني حيث أسِرَ من سُكّانِها خمسين ألفاً وأربعمِئَة فردٍ ورَحَّلهم إلى المناطق الآشورية.

## معتقدات
اعتقد الكلديين بتعدد الآلهة لكن لا توجد معلومات كافية عنها حتى الآن، لكن ما لدينا عنه نص هو تصديقهم وجود نوع من الكائنات اشبه ما تكون "بالعفاريت"
ضد راس الإنسان سلط قدراته الملعون «اساك». ضد حياة الإنسان القاسي «نِمتور». ضد حلق الإنسان الضار«اوتوك». ضد صدر الإنسان المٌفسد «الو». ضد احشاء الإنسان الشرير «إكيم». ضد يد الإنسان الرهيب «جالين».

### الكلدي كمرادف لمنجم
ساد في القرنين الأولين قبل وبعد الميلاد إطلاق تسمية كلدي على المنجمين والعلماء في بلاد الرافدين، كما نجد ذلك في التناخ أيضا (انظر سفر دانيال)، وإن كان منهم من اصول فارسية أو ميدية، وقد سادت معارفهم ونشاطاتهم كل غربي آسيا.
ومن ضمن الاهتمات العديدة لمعارف الكلديين كان الاهتمام بالتقاويم والرزنامات، وانشأوا رموز لغوية فلكية للتعبير عن العلاقات الفلكية.
كذلك تعتبر الإشارة إلى الحكماء الثلثة الذين أتوا من الشرق في الإنجيل والذين يعرفون طبائع النجوم، قرينة تشير إلى المعرف البابلية حينها، ففي النسخة الإغريقية للإنجيل يجري الكلام عن «سحرة» جاؤوا من الشرق يتبعون نجما صاعدا في السماء، ولهذا يمكن الظن ان الكلام عن كلديين، وإن كان هناك تأويل آخر يعتبر الأشخاص من اتباع الديانة المجوسية.

## المصدر
1. ↑  "التكوين / Genesis 11:الكتاب المقدسة". www.wordproject.org. مؤرشف من الأصل في 2020-01-25. اطلع عليه بتاريخ 2021-06-24.التكوين:11: 28
2. ↑  "كِلْدَانِيِّونَ 1 | البحث في الكتاب المقدس". st-takla.org. مؤرشف من الأصل في 2021-06-29. اطلع عليه بتاريخ 2021-06-28.
3. ↑  "كلداني | كلدانيون | St-Takla.org". st-takla.org. مؤرشف من الأصل في 2020-08-15. اطلع عليه بتاريخ 2021-06-28.
4. ↑  Collectif (ابريل 1949). Mémento Larousse (بالفرنسية). Larousse. p. 956. 189 {{استشهاد بكتاب}}: تحقق من التاريخ في: |تاريخ= (help)
5. ↑  Angold، Michael (2006). The Cambridge History of Christianity (ط. 1. publ.). Cambridge: Cambridge Univ. Press. ISBN:978-0-521-81113-2.
6. ↑  "Douay-Rheims Catholic Bible". مؤرشف من الأصل في 2018-11-16.
7. ↑  Nordhoff, Sebastian; Hammarström, Harald; Forkel, Robert; Haspelmath, Martin, eds. (2013). "West Semitic". Glottolog 2.2. Leipzig: Max Planck Institute for Evolutionary Anthropology.
8. ↑  الفرد لِمان (Alfred Lehmann) التطير والسحر من الازمنة العتيقة وحتى الحاضر 1925 م Mr.